# Black Cat
Black Cat (ブラックキャット Burakku Kyatto?) es una serie manga y anime escrita por Kentaro Yabuki (Conocido también por ser cocreador de To Love-Ru) y publicada por la revista Shōnen Jump entre el #32 de 2000 y el #29 de 2004 siendo recopilado en 20 tomos. Al terminar el manga comenzó el anime, a finales de 2005 acabando en abril de 2006.
La serie fue licenciada y emitida por Animax en Latinoamérica, siendo estrenada el 6 de agosto de 2009, con doblaje hecho en Venezuela. Mientras que en España fue emitida por Buzz en el 2007.

## Argumento
Una organización llamada Chronos gobierna en las sombras gran parte de los políticos y las actividades económicas, los cuales se oponen a ellos. La historia comienza cuando Train, conocido como Gato Negro (Black Cat), uno de los asesinos más poderosos de la organización, conoce a una extraña mujer llamada Saya Minatsuki, que siempre viste un kimono llamativo y ablanda su corazón. Entonces decide no volver a recibir órdenes de nadie ni matar sin motivo. Sin embargo, Chronos, y particularmente Creed Diskenth, el posesivo subordinado de Train, no está impresionado con el repentino cambio de opinión de Train y jura recurrir a medidas extremas para traer de vuelta al emisario de la mala suerte.
Tiempo después, Train se entera de que Creed está formando una alianza conocida como "Los Apóstoles de las Estrellas", cuyo objetivo es destruir a Chronos y crear un nuevo orden mundial. En ese momento, Train decide ir tras Creed como un cazarrecompensas para vengar la muerte de su amiga Saya.

## Música
Tema de Apertura (opening)
- Episodios 1 al 24: Daia no Hana ("ダイアの花" Flor de Diamante?) por Yoriko

Temas de cierre (endings)
- Episodios 1 al 12: Namidaboshi ("ナミダボシ"?) por PUPPYPET
- Episodios 13 al 24: "Kutsuzure" por Matsuda Ryōji

Banda sonora
- "Black Cat Original Soundtrack", compuesta por Taku Iwasaki.

## Curiosidades
- Echidna posee la capacidad de crear agujeros dimensionales como The Spot de Marvel Comics.
- Los personajes Eve y Tearju Lunatique forman parte de los personajes secundarios recurrentes de otra serie posterior de Kentaru Yabuki llamada To Love-Ru. Eve hace aparición desde la primera temporada, mientras que Tearju Lunatique a partir de la tercera donde se convierten en foco principal principal de la trama de la serie.